# Oxalis
Oxalis é um género botânico da família Oxalidaceae. Dentro da família, é o género com o maior número de espécies.

## Espécies selecionadas
- Oxalis acetosella
- Oxalis adenophylla
- Oxalis albicans
- Oxalis alpina
- Oxalis articulata
- Oxalis barrelieri
- Oxalis bowiei
- Oxalis caerulea
- Oxalis corniculata
- Oxalis corymbosa
- Oxalis debilis
- Oxalis decaphylla
- Oxalis dichondrifolia
- Oxalis drummondii
- Oxalis eggersii
- Oxalis enneaphylla
- Oxalis europaea
- Oxalis fourcadei
- Oxalis frutescens
- Oxalis grandis
- Oxalis hedysaroides
- Oxalis hirta
- Oxalis illinoensis
- Oxalis incarnata
- Oxalis intermedia
- Oxalis lasiandra
- Oxalis latifolia
- Oxalis macrocarpa
- Oxalis montana
- Oxalis nelsonii
- Oxalis oregana
- Oxalis oxyptera
- Oxalis pes-caprae
- Oxalis priceae
- Oxalis purpurea
- Oxalis radicosa
- Oxalis regnellii
- Oxalis repens
- Oxalis rosea
- Oxalis rubra
- Oxalis rugeliana
- Oxalis spiralis
- Oxalis stricta
- Oxalis tetraphylla
- Oxalis triangularis
- Oxalis trilliifolia
- Oxalis tuberosa
- Oxalis violacea

- «Lista completa»

## Classificação do gênero
| Sistema | Classificação                      | Referência               |
| ------- | ---------------------------------- | ------------------------ |
| Linné   | Classe Decandria, ordem Pentagynia | Species plantarum (1753) |